# Chloropsis flavipennis
El verdín filipino (Chloropsis flavipennis) es una especie de ave paseriforme de la familia Chloropseidae endémica de Filipinas. Se encuentra únicamente en las islas de Mindanao, Leyte y Cebú.